# Sumba (Islas Feroe)
Sumba es un pueblo y un municipio de las Islas Feroe, enclavado en el extremo sur del archipiélago, en Suðuroy. Al municipio pertenecen tres núcleos de población: Sumba —capital del municipio—, Lopra y Akrar, que suman un total de 363 habitantes para 2011; 243 de ellos residen en la capital administrativa.
La economía de Sumba gira sobre todo alrededor de la pesca. Hay no obstante cierta actividad pecuaria restringida a la crianza de ovejas. Hay personas que trabajan en Vágur o en Tvøroyri, a donde viajan diariamente.

## Etimología
Se piensa que el nombre de Sumba proviene del nórdico antiguo suður: "sur", y bøur: poblado, por lo que significaría "poblado sureño". Posteriormente Suðurbø quizás haya derivado a Sunnbø y finalmente al actual Sumba. La forma danesa es Sumbø.

## Historia
Posiblemente en Sumba se asentó población nórdica desde la primera colonización vikinga de las islas en el siglo X, pero hay excavaciones arqueológicas en el lugar que podrían indicar la existencia de gente en el lugar desde el siglo VII, posiblemente monjes irlandeses.
A nivel eclesiástico, Sumba perteneció a la parroquia de Suðuroy, que incluía toda la isla. En 1872 la parroquia se convirtió en municipio y en 1908 Sumba se convirtió en un municipio independiente. 
La iglesia de Sumba data de 1887.
Hay algunas voces que proponen la unión de toda la isla de Suðuroy en un solo municipio. Una de esas voces ha sido Jacob Vestergaard, alcalde de Sumba de 1993 a 2004.

## Geografía
El pueblo de Sumba es la localidad más al sur de las Islas Feroe. Geográficamente se encuentra aislado en la costa suroccidental de Suðuroy, rodeado de montañas y acantilados, siendo el más famoso el Beinisvørð, localizado al norte de Sumba, con una altura de 470 m, que además es un destacado santuario de aves.
Sumba se localiza en un espacio donde las pendientes montañosas se suavizan, y es, junto con Fámjin, el único pueblo de Suðuroy en la costa occidental, típicamente muy escarpada y no apta para asentamientos humanos. En la costa del pueblo se forma una pequeña playa que corta los acantilados y que se encuentra protegida del mar abierto por el Sumbiarhólmur ("islote de Sumba"), justo frente al pueblo.
Para comunicarse con el resto de la isla se tenía que subir a las montañas y después bajarlas por el norte, o bien viajar por barco, y el pueblo podía quedar aislado en tiempo de nieve o tormenta. Desde 1997 existe un túnel que llega a Lopra, haciendo más directo y corto el trayecto, y desde ahí la comunicación con el resto de los pueblos de Suðuroy es rápida.

## Demografía
El municipio de Sumba contiene tres localidades: Sumba, Akrar y Lopra, que en total suman 363 habitantes. La mayoría de la población se concentra en el pueblo de Sumba, con 243 habitantes. Víkarbyrgi, históricamente una localidad con una población muy escasa, es hoy un despoblado. Lo mismo sucede con Akraberg, al sur de Sumba. La población tiende a decrecer, y para 2011 se registra una pérdida de más del 30% con respecto a 1985.
| Localidad | Hab. |
| --------- | ---- |
| Akrar     | 26   |
| Lopra     | 94   |
| Sumba     | 243  |
| TOTAL     | 363  |

## Cultura y deporte

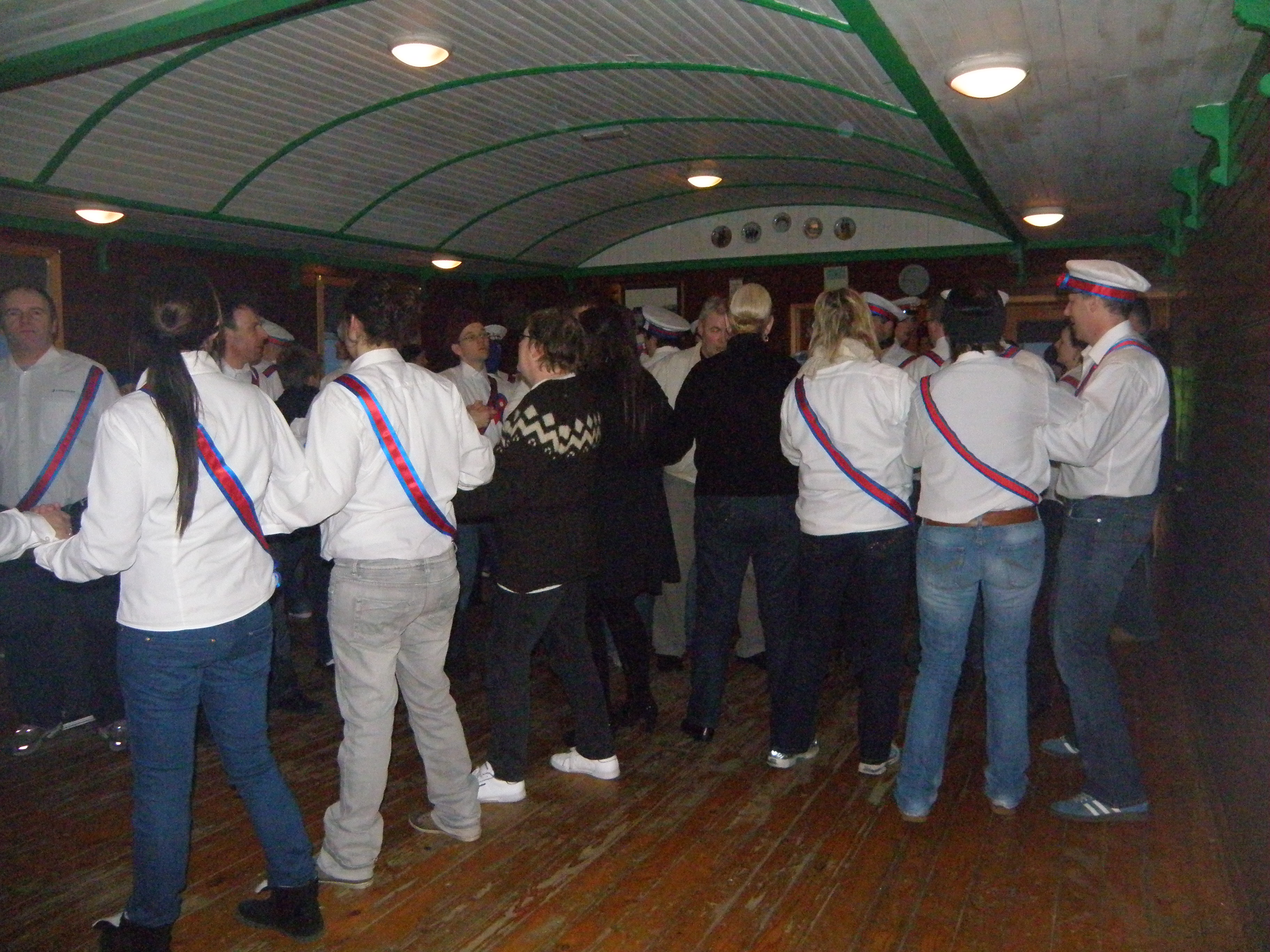
Danza feroesa en cadena, en Sumba.

Sumba es famosa en las Islas Feroe por su añeja tradición de danza en cadena, que ha cultivado aquí una variante propia, que incluye la interpretación de kvæði, canciones que sirven de único acompañamiento a la danza. El grupo de danza de Sumba es de los más destacados del archipiélago, y en 1977 recibió el Premio Europeo al Arte Popular.
Sumba cuenta únicamente con escuela primaria, que fue fundada en 1966. Los jóvenes continúan sus estudios en el vecino municipio de Vágur.
El FC Suðuroy es un club de fútbol que representa a Vágur y a Sumba en la segunda división de las Islas Feroe. El equipo mayor del club juega en el estadio de Vágur, mientras que el estadio de Sumba sirve de sede a equipos de otras categorías. El SÍ Sumba fue el club local del pueblo desde 1940 hasta 2005, cuando se fusionó con el Vágs Bóltfelag de Vágur para formar el actual FC Suðuroy.

## Política
El consejo municipal de Sumba, que se encarga del gobierno, está constituido de 5 personas, entre ellas la alcaldesa Hildur Vestergaard. El actual consejo entró en funciones el 1 de enero de 2009. Las últimas elecciones municipales tuvieron lugar el 11 de noviembre de 2008; en ellas se presentaron cuatro listas diferentes, todas independientes.